# Dr. Nikola - Lamaklostrets hemmeligheder
Dr. Nikola - Lamaklostrets hemmeligheder (også af DFI omtalt som Dr. Nikola III) er en dansk stum dramafilm fra 1909 produceret af Nordisk Films Kompagni og instrueret af Viggo Larsen. Filmen er den sidste af tre film fra 1909 med August Blom i rollen som Dr. Nikola; de to foregående var var Den skjulte Skat og Hvorledes Dr. Nikola erhvervede den kinesiske Stok.
Filmen havde dansk premiere den 15. november 1909 og i USA den 29. januar 1910 under titlen The Mystery of the Lama Convent.

## Handling
Dr. Nikola, der i den foregående film i serien om Dr. Nikola har erhvervet en kinesisk stok med magiske egenskaber, beslutter sig for at tage til et kinesisk lamakloster i Tibet for at udforske klosterets hemmeligheder. Han antager en hjælper, Bruce, som han dog først lader overfalde af nogle kinesere for at se, om Bruce vil røbe hemmeligheder. Da Bruce trods sine pinsler holder tæt om den forestående rejse og derved består prøven, drager Dr. Nikola afsted med Bruce på den farlige ekspedition. 
Ved hjælp af stokken lukkes Dr. Nikola og Bruce ind i det hemmelighedsfulde kloster, hvor munkene viser dem flere af deres kunster, herunder, hvorledes de døde kan vækkes til live. Dr. Nikola føres videre ind i klosterets tronsal, hvor han tager plads blandt de fremmeste af munkene. Men en gammel kineser hævder pludselig, at stokken er hans. Den forklædte Dr. Nikola afsløres, og munkene vil slå ham ihjel. Det lykkedes imidletid Dr. Nikola og Bruce at slippe ud af fængslet og det lykkes dem under flugtet at medbringe et skrin med lamamunkenes hemmelige bøger.

## Medvirkende
- August Blom som Doktor Nicola
- Axel Boesen
- Franz Skondrup
- Aage Brandt